# رميميم سوري
الرميميم السوري (باللاتينية: Fontanesia philliraeoides) نوع نباتي يتبع جنس الرميميم من الفصيلة الزيتونية.

## الموئل والانتشار
النبات أصيل في بلاد الشام وتركيا.

## مرادفات للاسم العلمي
- (باللاتينية: Fontanesia angustifolia)
- (باللاتينية: Fontanesia phillyreoides var. longifolia)
- (باللاتينية: Fontanesia phillyreoides var. mediterranea)